# Super Bowl II
Super Bowl II, då kallad The Second AFL-NFL World Championship Game, spelades den 14 januari 1968 på Miami Orange Bowl. NFL-mästarna Green Bay Packers slog AFL-mästarna Oakland Raiders med 33-14.